# Proof (film, 2005)
Pour les articles homonymes, voir Proof.
Pour plus de détails, voir Fiche technique et Distribution.
Proof ou La Preuve irréfutable au Québec et au Nouveau-Brunswick est un film américain réalisé par John Madden, sorti en 2005. Il s'agit d'une adaptation cinématographique de la pièce de théâtre La Preuve de David Auburn, ayant notamment remporté le Prix Pulitzer de l'œuvre théâtrale. L'auteur participe lui-même à l'écriture du scénario avec Rebecca Miller.
Il est présenté en avant-première à la Mostra de Venise 2005.

## Synopsis
Alors que la communauté scientifique considère que l'âge qu'il a atteint réduit ses facultés mentales et cognitives, Robert Llewellyn, un grand mathématicien sur le déclin, découvre un résultat sur les nombres premiers mais ne parvient pas à terminer la démonstration de sa conjecture. Sa fille, Catherine, tente de poursuivre l'œuvre de son père mais, chaque soir, pendant qu'elle s'acharne, son fantôme  lui apparaît et l'encourage. Pourtant, Catherine a peur de réussir parce qu'elle croit que la folie de son père va déteindre sur elle.

## Fiche technique
- Titre : Proof
- Titre québécois : La Preuve irréfutable
- Réalisation : John Madden
- Scénario : Rebecca Miller et David Auburn, d'après la pièce de théâtre La Preuve de David Auburn
- Décors : Barbara Heman-Skelding
- Costumes : Jill Taylor
- Photographie : Alwin H. Küchler
- Montage : Mick Audsley
- Musique : Stephen Warbeck
- Direction artistique :
- Production : Keith Slote
  - Production exécutive :
- Société de production : Endgame Entertainment, Hart Sharp Entertainment et Inside Track 1
- Société de distribution : Miramax
- Format : Couleur - 2,35 : 1 - Son Dolby Digital
- Pays de production :  États-Unis
- Langue d'origine : anglais
- Genre : drame
- Durée : 100 minutes
- Dates de sortie : 
  - Italie : 5 septembre 2005 (avant-première mondiale à la Mostra de Venise)
  - Canada : 30 septembre 2005
  - États-Unis : 30 septembre 2005
  - France : 20 septembre 2006 (directement en DVD)

## Distribution
- Gwyneth Paltrow (VFB : Delphine Moriau ; VQ : Natalie Hamel-Roy) : Catherine Llewellyn
- Anthony Hopkins (VFB : Pascal Racan ; VQ : Vincent Davy) : Robert Llewellyn, père de Catherine et Claire
- Jake Gyllenhaal (VFB : Bruno Mullenaerts ; VQ : Martin Watier) : Harold « Hal » Dobbs
- Hope Davis (VFB : Catherine Conet ; VQ : Lisette Dufour) : Claire, sœur de Catherine
- Colin Stinton : le théoricien en physique

Source et légende : version française (VF) sur Voxofilm et version québécoise (VQ) sur Doublage.qc.ca

## Production
Le tournage a lieu à Chicago, ainsi qu'au Royaume-Uni (Elstree, Stevenage, Twickenham Film Studios).